# Sainte-Jamme-sur-Sarthe
Sainte-Jamme-sur-Sarthe é uma comuna francesa na região administrativa do País do Loire, no departamento de Sarthe. Estende-se por uma área de 8.43 km². Em 2010 a comuna tinha 2 076 habitantes (densidade: 246,3 hab./km²).